# Hovjunkare
Hovjunkare var ursprungligen en ofta ung ädling, som vid hovet hade som främsta uppgift att skära upp steken vid den kungliga taffeln. Senare blev det en hederstitel, utan krav på arbetsinsats, som majestätet utdelade efter behag. Ingen hovjunkare har utnämnts efter 1844. Siste innehavare av titeln avled 1891.